# Abtei Saint-Germain-des-Prés

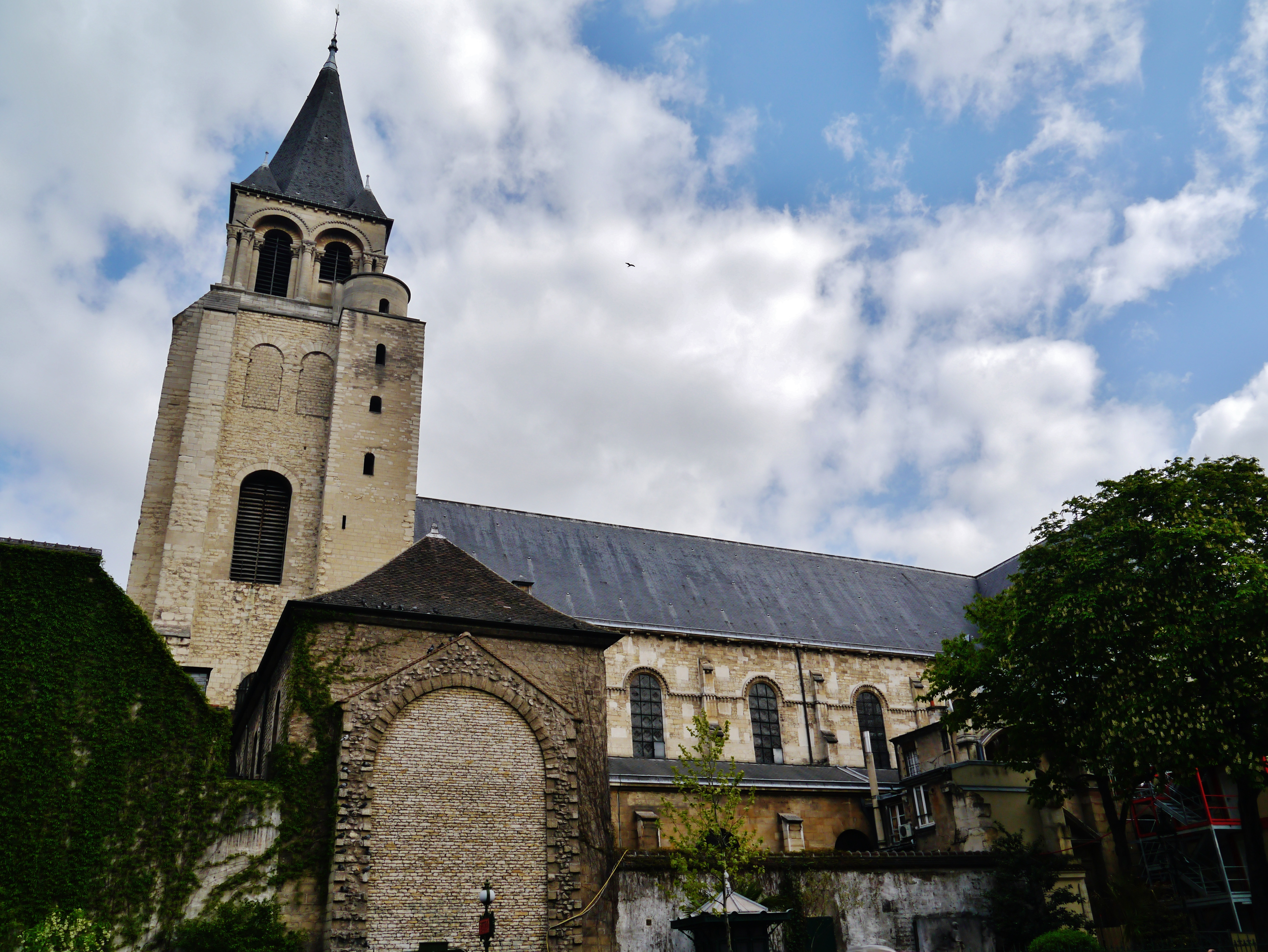
Saint-Germain-des-Prés von Süden

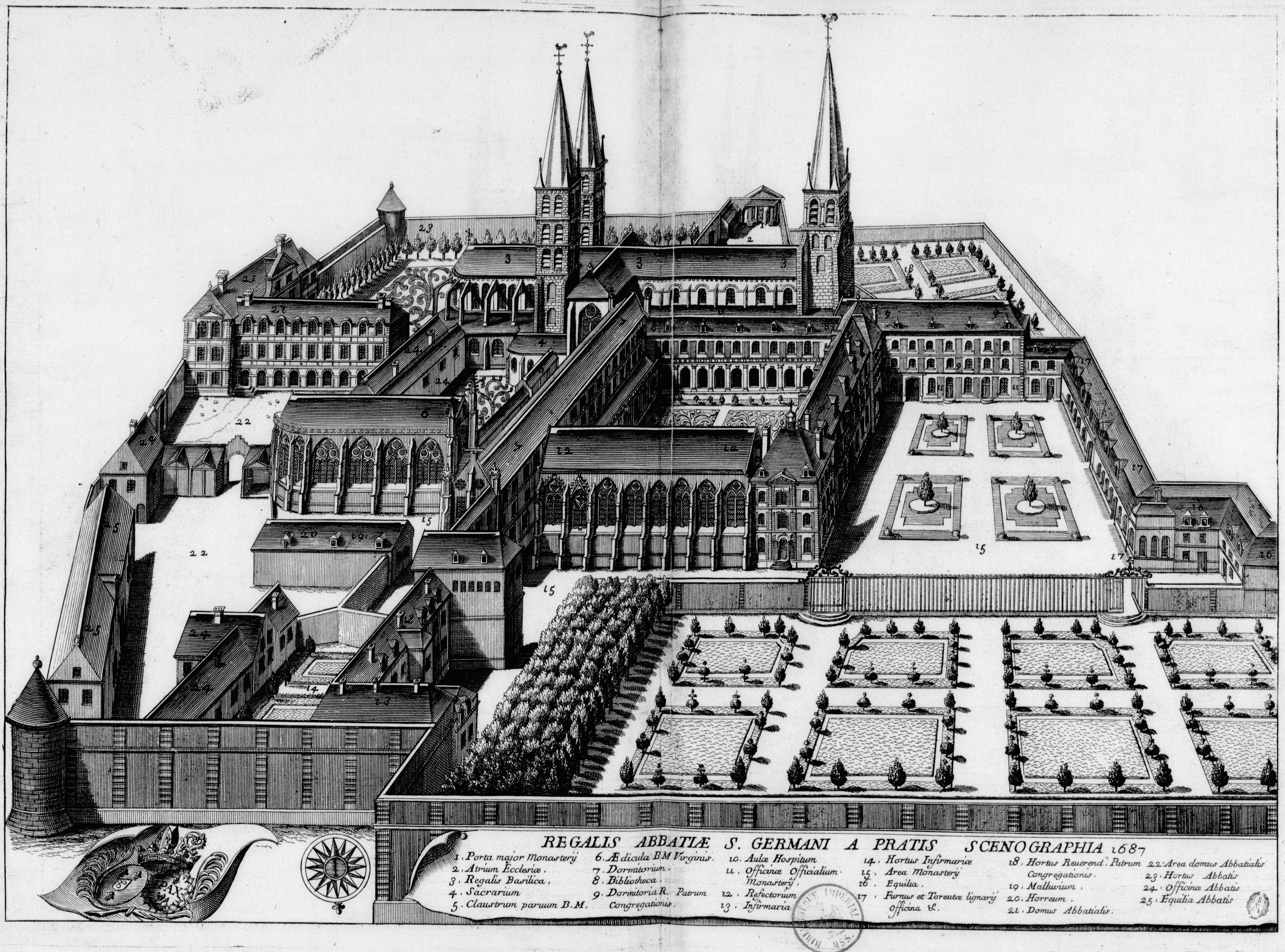
St-Germain-des-Prés 1687

Von der Mitte des 6. Jahrhunderts gegründeten einstigen Abtei ist nur die Kirche Saint-Germain-des-Prés (französisch Abbaye de Saint-Germain-des-Prés [abei də sɛ̃ ʒɛʁmɛ̃ de pʁe], Église de Saint-Germain-des-Prés [eɡliz də sɛ̃ ʒɛʁmɛ̃ de pʁe]) erhalten. Sie befindet sich in dem nach ihr benannten Pariser Stadtviertel Saint-Germain-des-Prés im zentral in der Innenstadt gelegenen 6. Arrondissement am Boulevard Saint-Germain.
Der erste Kirchenbau an dieser Stelle wurde im Jahre 558 geweiht. Auch die heute weitgehend zerstörte Abtei datiert aus diesem oder dem folgenden Jahrhundert. Der spätere Name von Abtei und Kirche geht auf das 8. Jahrhundert zurück und bezieht sich auf den heiligen Germanus (Saint Germain), der von 550 bis 576 der 20. Bischof von Paris war.

## Geschichte

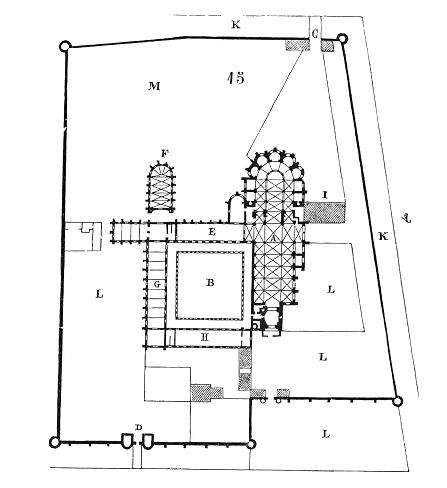
Plan der Abtei nach Viollet-le-Duc

Schon in römischer Zeit soll es am Ort der späteren Kirche einen Isis-Tempel mit eigenem Initiationskult gegeben haben. Der ursprüngliche Kirchenbau wurde ab 557 durch Childebert I., einen Sohn Chlodwigs I., unweit der Île de la Cité errichtet, um zwei Reliquien zu ehren, die der fränkische König in Saragossa erbeutet hatte. Die Kirche wurde daher zunächst dem Heiligen Kreuz und dem heiligen Vincenz von Saragossa (Basilique Sainte-Croix et Saint-Vincent) geweiht. Der spätere Beiname der Germanus-Abtei (französisch les prés ‚die Wiesen‘) deutet auf deren Standort außerhalb der Stadtmauern, auf damals noch nicht erschlossenem Weideland hin. In dieser Zeit diente die Abtei als Nekropole mehrerer fränkischer Könige aus der Linie der Merowinger, bevor die heutige Kathedrale von Saint-Denis diese Rolle übernahm. Als erster König wurde Childebert I. hier im Dezember 558 durch den Bischof Germanus von Paris bestattet.
Im Jahr 576 wurde Germanus selbst in einer benachbarten Kapelle beigesetzt, bevor seine Gebeine im Jahre 755 – im Zuge seiner Heiligsprechung – durch den Karolinger Pippin den Jüngeren und seine Söhne Karl und Karlmann hinter den Hauptaltar der Kirche übertragen wurden. Nachdem die Abtei, die angeblich wegen ihrer vergoldeten Dächer auch Saint-Vincent-le-Doré genannt wurde, im 9. Jahrhundert die Habgier der Wikinger geweckt hatte, geplündert und niedergebrannt worden war, wurde sie im 10. Jahrhundert wieder aufgebaut. Inzwischen hatte sie den Namen des heiligen Germanus angenommen und hieß fortan Saint-Germain-des-Prés.
Große Teile der Abtei waren zu Beginn des 19. Jahrhunderts baufällig und wurden abgerissen, darunter die Chapelle de la Vierge (1802) und beiden Doppeltürme (1822). Immerhin gelang es den Architekten François Mazois und Étienne-Hippolyte Godde, die Kirche selbst zu retten. Auch der 1586 von dem damaligen Kommendatarabt Kardinal Charles I. de Bourbon in Auftrag gegebene, im 18. Jahrhundert allerdings stark umgebaute Abtspalast in der Rue Jacob ist noch erhalten. Das Gebäude mit dem Militärgefängnis, der Prison de l’Abbaye, wurde hingegen 1854 abgetragen.
In der Kirche befindet sich eine Dauerausstellung über die Geschichte von Saint-Germain-des-Prés.

## Kirche

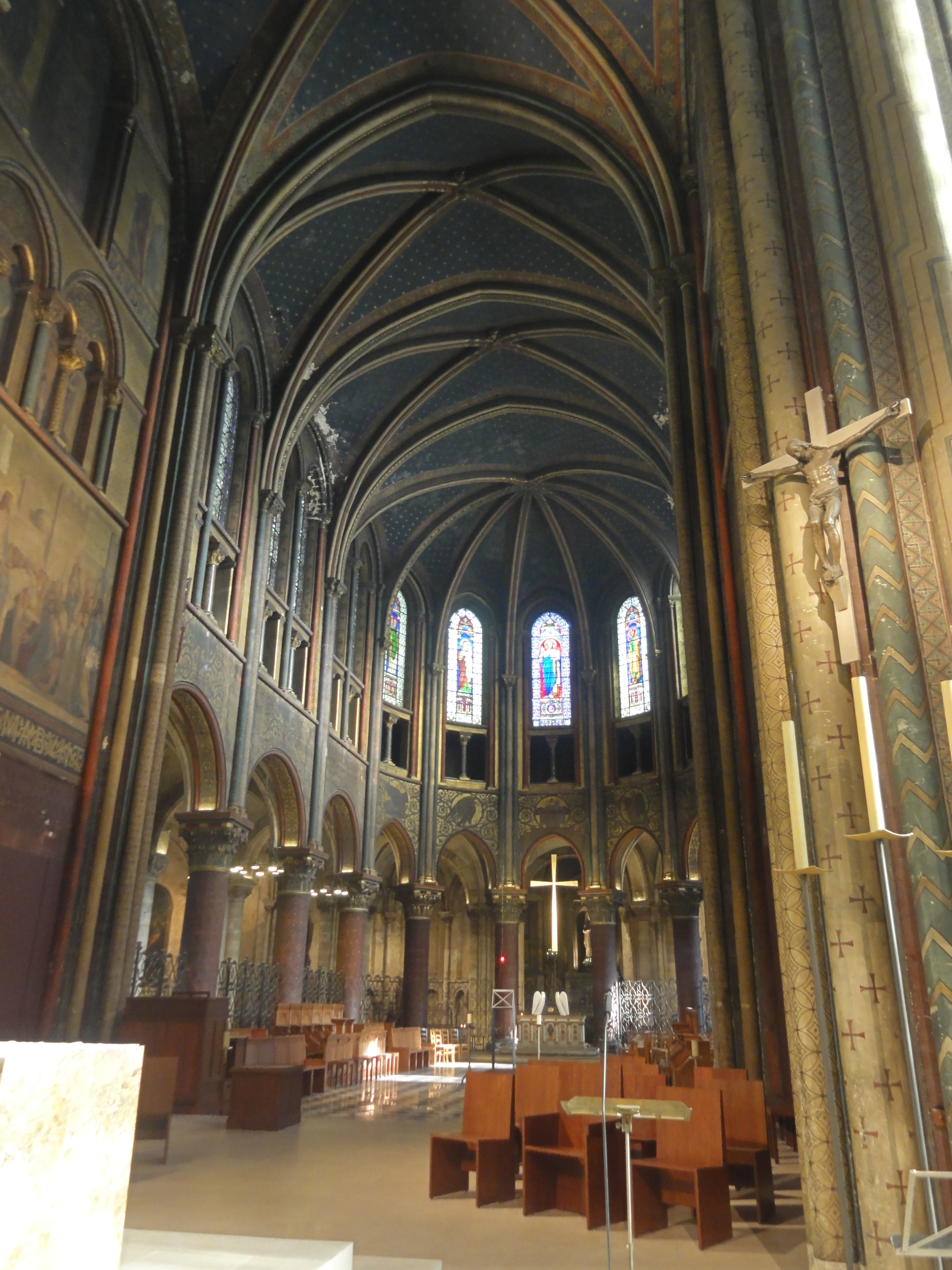
Chor mit Umgang und Triforium

Die Bausubstanz der heutigen Kirche stammt aus dem 11. bis 17. Jahrhundert. Das Dachwerk des Langhauses wurde dendrochronologisch auf Fällzeiten zwischen 1018 und 1038 datiert. Seine Außenwände und Arkaden stammen noch aus dieser Zeit, ebenso der Turm. 
Im 12. Jahrhundert wurde der bisherige Chor durch den heutigen ersetzt, der im Jahre 1163 von Papst Alexander II. geweiht wurde, im selben Jahr wie die Kathedrale Notre-Dame. Die Kreuzrippengewölbe und die Arkade des Chorumgangs sind noch rundbogig. Darüber liegt ein Gangtriforium, dessen Öffnungen zum Binnenchor statt mit Bögen mit waagerechten Architraven schließen, die von korinthischen Säulen gestützt werden. Die Chorobergaden und die rechteckigen Joche des Binnenchors sind schon spitzbogig, die von Rippen stabilisierte Schirm-Halbkuppel der schließenden Apsis jedoch rundbogig. Insofern zeigt sich hier ein romanisch-gotischer Übergangsstil, wiewohl die Kirche als eines der ersten Bauwerke der Gotik gepriesen wird.
Die älteren Teile der Kirche wurden erstmals im 13. Jahrhundert eingewölbt. Die heutigen rundbogigen Kreuzrippengewölbe von Mittelschiff und Seitenschiffen und die spitzbogigen des Querhauses wurden jedoch erst zwischen 1644 und 1646 eingezogen, als die Abtei (seit 1631) das Mutterhaus der Mauriner war. Die Wandmalereien (19. Jahrhundert) sind das Werk von Hippolyte Flandrin.

## Orgel

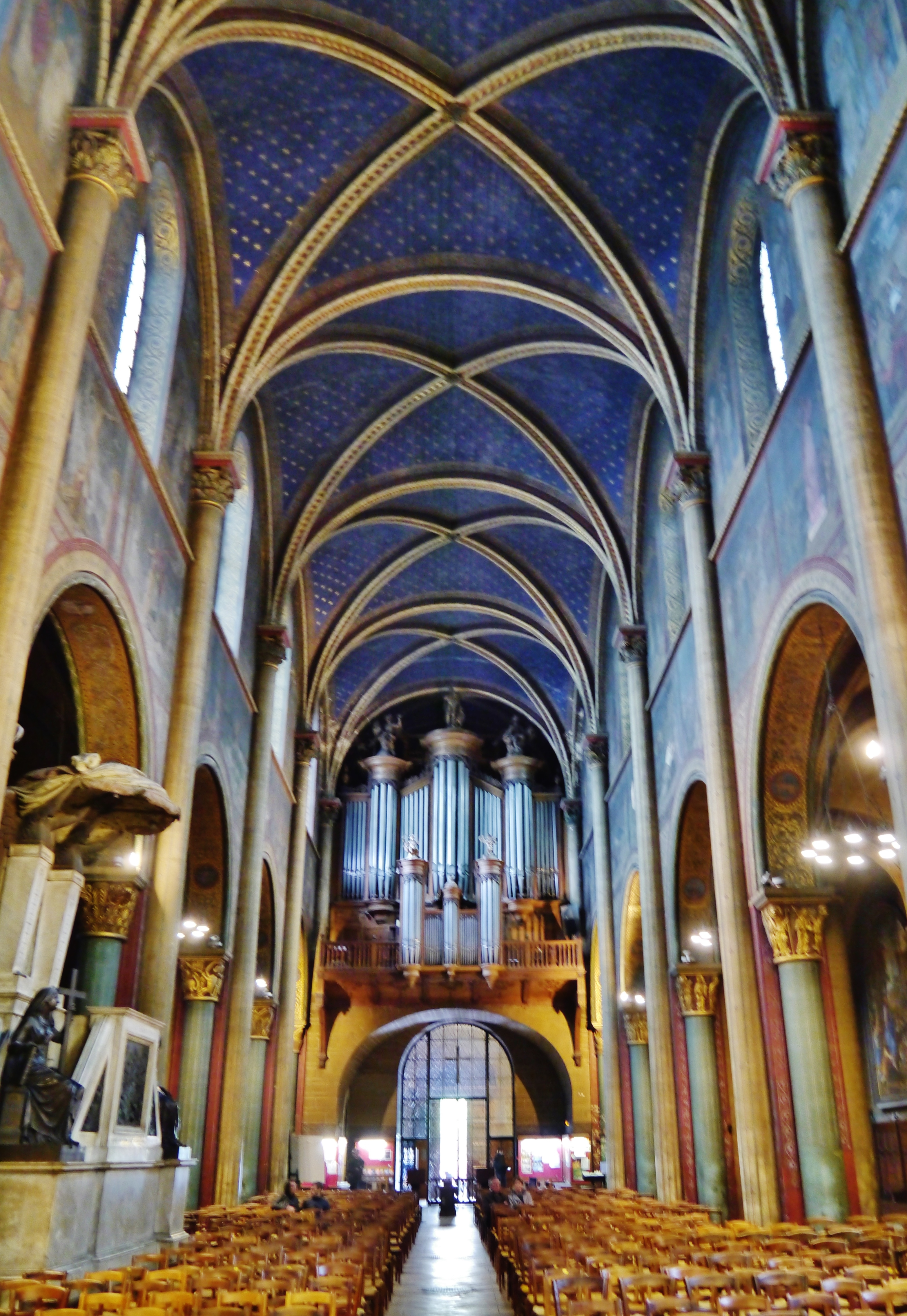
Langhaus ohne Triforium; Orgel

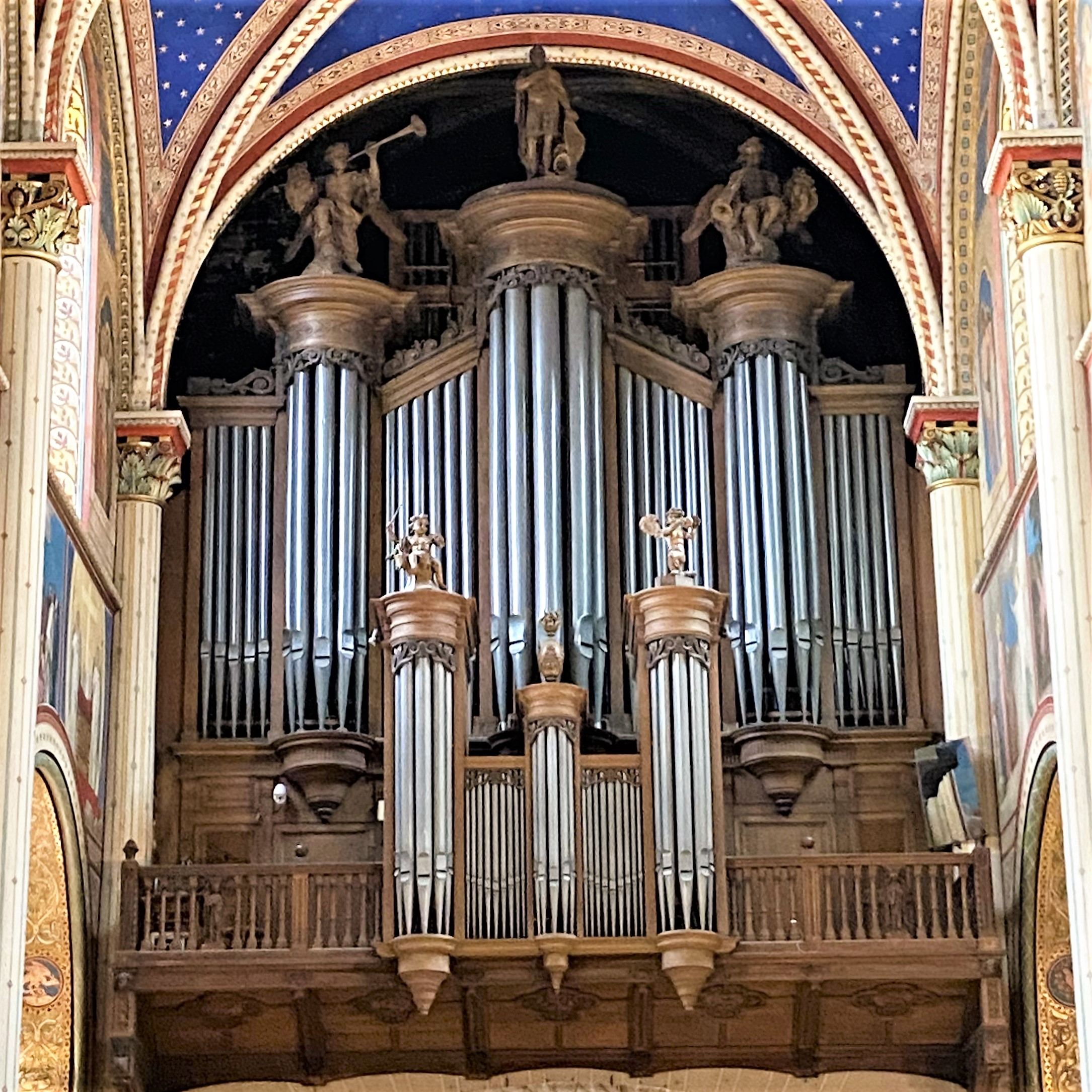
Prospekt mit Rückpositiv der Haerpfer-Orgel

Die Abteikirche erhielt 1474 eine neue Orgel. Von 1662 bis 1667 erbauten Pierre und Alexandre Thierry eine neue Orgel mit vier Manualen und 36 Registern. Dieses Instrument wurde 1696 und 1722 umgebaut, bei der Schließung der Abteikirche (1792) ausgelagert und 1798 in Saint-Eustache aufgestellt.
1805 erwarb man die 1679 von Alexandre Thierry erbaute Orgel der Abtei Saint-Victor. 1772 war dieses Instrument durch François-Henri Clicquot umgebaut und bei der Schließung der Abtei Saint-Victor (1792) abgebaut worden. Antoine und Louis Somer stellten die Orgel mit wenigen Veränderungen 1805–1810 in einem neuen Gehäuse in Saint-Germain-des-Prés auf. 1829 erweiterte Louis Callinet das Instrument um einige Register (z. B. eine Bombarde im Hauptwerk) ohne die Substanz wesentlich zu verändern. 1869 erfolgte ein Neubau im Gehäuse von Somer durch Jean-Baptiste Stolz, wobei das Gehäuse des Rückpositivs entfernt wurde. Joseph Gutschenritter veränderte zwischen 1922 und 1927 die Disposition im neobarocken Sinn.
Die Orgelbaufirma Haerpfer & Erman erbaute 1973 eine neue Orgel im alten Gehäuse und rekonstruierte das Rückpositivgehäuse. Das Instrument hat 56 Register auf vier Manualen und Pedal. Zehn Register stammen aus dem 17. und 18. Jahrhundert, 17 wurden von Somer übernommen. Die Spiel- und Registertrakturen sind mechanisch.
| I Positif C–g3 |        |
| Montre         | 8′     |
| Bourdon        | 8′     |
| Prestant       | 4′     |
| Flûte          | 4′     |
| Nasard         | 2 ⁄3′  |
| Doublette      | 2′     |
| Tierce         | 1 3⁄5′ |
| Larigot        | 1 ⁄3′  |
| Cornet III     |        |
| Plein Jeu V    |        |
| Trompette      | 8′     |
| Cromorne       | 8′     |
| Clairon        | 4′     |

| II Grand Orgue C–g3 |     |
| Montre              | 16′ |
| Montre              | 8′  |
| Flûte à cheminée    | 8′  |
| Prestant            | 4′  |
| Doublette           | 2′  |
| Fourniture III      |     |
| Mixture VIII        |     |
| Voix humaine        | 8′  |

| III Récit expressif C–g3 |     |
| Viole                    | 8′  |
| Céleste                  | 8′  |
| Bourdon                  | 8′  |
| Prestant                 | 4′  |
| Flûte                    | 4′  |
| Flûte                    | 2′  |
| Cornet V                 | 8′  |
| Cymbale V                |     |
| Bombarde                 | 16′ |
| Trompette                | 8′  |
| Basson-Hautbois          | 8′  |
| Clairon                  | 4′  |

| IV Bombarde C–g3 |        |
| Bourdon          | 16′    |
| Bourdon          | 8′     |
| Flûte            | 4′     |
| Grande Tierce    | 3 1⁄5′ |
| Nasard           | 2 ⁄3′  |
| Quarte           | 2′     |
| Tierce           | 1 3⁄5′ |
| Sifflet          | 1′     |
| Cornet V         | 8′     |
| Bombarde         | 16′    |
| 1ère Trompette   | 8′     |
| 2è Trompette     | 8′     |
| Clairon          | 4′     |

| Pédale C–f1  |         |
| Flûte        | 16′     |
| Soubasse     | 16′     |
| Quinte       | 10 2⁄3′ |
| Principal    | 8′      |
| Bourdon      | 8′      |
| Principal    | 4′      |
| Mixture VIII |         |
| Bombarde     | 16′     |
| Trompette    | 8′      |
| Clairon      | 4′      |

- Koppeln: I/II, III/II, IV/II, I/P, II/P, III/P, IV/P

Organisten
- 1915–1945: André Marchal
- 1946–1967: Antoine Reboulot
- 1973–2016: André Isoir

## Äbte
- Irminon, Abt um 820
- Hilduin I., Abt 829
- Gauzlin, Abt von Jumièges, dann Abt von St-Germain-des-Prés 867–879, Erzkanzler (Rorgoniden) von 883–884
- Ebalus, Sohn des Herzogs Ranulf I. von Aquitanien, Abt von 888–891, Erzkanzler (Ramnulfiden)
- Hugo Capet
- Morard, 990–1014
- Hugues de Monceaux, 1162–1182
- Eudes, Abt um 1230
- Simon, Abt von 1239 bis 1244
- Ambroise de Cameraco, Abt von 1455 bis 1460
- Guillaume Briçonnet, 1501–1507
- Guillaume Briçonnet, Abt von 1507 bis 1534, Bischof von Lodève
- François de Tournon (* 1489; † 1562)
- Kardinal Charles I. de Bourbon, Erzbischof von Rouen und Kommendatarabt von Saint-Germain-des-Prés, Abt um 1586
- Kardinal Charles II. de Bourbon, Erzbischof von Rouen und Kommendatarabt von Saint-Germain-des-Prés 1590–1594
- François, Prince de Conti
- Henri de Bourbon, duc de Verneuil, natürlicher Sohn Heinrichs IV., Abt bis 1668 (gab seine kirchlichen Pfründen ab, um heiraten zu können)
- Johann II. Kasimir, früherer König von Polen, Abt von 1668 bis 1672
- Wilhelm Egon von Fürstenberg (* 1629; † 1704), Abt 1697–1704
- César d’Estrées (* 1628; † 1714), Bischof von Laon, 1674 Kardinal
- Henri Pons de Thiard de Bissy (* 1657; † 1737), Abt 1715–1737, 1692 Bischof von Toul, 1704 Bischof von Meaux, 1715 Kardinal
- Louis de Bourbon-Condé, comte de Clermont (* 1709; † 1771), Kommendatarabt von 1737 bis 1771
- Charles-Antoine de la Roche-Aymon, Abt von 1772 bis 1777

## Prioren
- Nicolas Jamin, Prior 1766–1769, theologischer Autor

## Beisetzungen
In dem Vorgängerbau Saint-Vincent-Sainte-Croix wurden beigesetzt:
- 0558: Childebert I., fränkischer König
- nach 567: Ultrogotho, Ehefrau Childebert I.
- 0576: Germanus von Paris, Heiliger
- 0584: Chilperich I., fränkischer König
- 0598: Fredegunde, fränkische Königin
- 0629: Sichildis, fränkische Königin
- 0630: Chlothar II., fränkischer König
- 0675: Childerich II., fränkischer König

In Saint-Germain-des-Prés wurden beigesetzt:
- 0989: Lisiard, Bischof von Paris († 19. April 989)[5]
- 1595: Catherine de Bourbon-Condé, Marquise von Isles (1575–1595), Tochter Henris I. de Bourbon, prince de Condé
- 1610: Marie de Bourbon-Conti (*/† 1610), Tochter François’ de Bourbon, prince de Conti und Louise-Marguerites de Lorraine-Guise
- 1614: François de Bourbon, prince de Conti (1558–1614)
- 1648: Nicolas, bâtard de Conti († 1648), Sohn François’ de Bourbon
- 1682: Das Herz von Henri de Bourbon, duc de Verneuil (1601–1682), legitimierter Sohn Heinrichs IV. und der Catherine Henriette de Balzac d’Entragues
- 1683: Louis César de Bourbon, comte de Vexin (1672–1683), legitimierter Sohn Ludwigs XIV. und der Madame de Montespan
- 1707: Jean Mabillon,(1632–1707), Benediktinermönch, Gelehrter und Begründer der Historischen Hilfswissenschaften
- 1714: Simon Bougis, (1630–1714), Benediktinermönch, Abt und Generaloberer der Kongregation von Saint-Maur
- 26. Februar 1819: René Descartes, umgebettet aus der zerfallenen Abtei Sainte-Geneviève